# The Blind Leading the Naked
The Blind Leading the Naked è il terzo album discografico dei Violent Femmes, pubblicato nel 1986. L'album è stato prodotto da Jerry Harrison (Talking Heads).

## Tracce
1. Old Mother Reagan – 0:31
2. No Killing – 5:13
3. Faith – 4:14
4. Breakin' Hearts – 2:15
5. Special – 2:18
6. Love & Me Make Three – 2:53
7. Candlelight Song – 3:11
8. I Held Her in My Arms – 2:52
9. Children of the Revolution (Marc Bolan) – 4:19
10. Good Friend – 3:28
11. Heartache – 2:02
12. Cold Canyon – 3:22
13. Two People – 0:58
14. World Without Mercy (bonus track) - 4:06

## Formazione
Gruppo
- Gordon Gano - voce, chitarra acustica, chitarra elettrica
- Brian Ritchie - basso, chitarra elettrica, altri strumenti
- Victor DeLorenzo - batteria, percussioni

Altri musicisti
- Jerry Harrison - tastiere, chitarra, melodica
- Fred Frith - strumenti vari, chitarra
- Leo Kottke - chitarra a 10 corde
- Sigmund Snopek III - tastiere
- Peter Balestrieri - sax
- Steve Mackay - sax
- Steve Scales - percussioni
- Abdulhamid Alwan - tabla, daf
- Junior Brantley - tastiere
- Jim Liban - armonica
- Bill Schaefgen - trombone
- Drake Scott - voce